# Grote Prijs Raf Jonckheere 1962
De 12e editie van de Belgische wielerwedstrijd Grote Prijs Raf Jonckheere werd verreden op 23 juli 1962. De start en finish vonden plaats in Westrozebeke. De winnaar was Joseph Depraeter, gevolgd door André Noyelle en Arnould Flecy.

## Uitslag
| Grote Prijs Raf Jonckheere 1962 |                  |                          |      |
| Plaats                          | Naam             | Ploeg                    | Tijd |
| Winnaar                         | Joseph Depraeter | Bertin-Porter 39-Milremo |      |
| 2                               | André Noyelle    | Bertin-Porter 39-Milremo |      |
| 3                               | Arnould Flecy    | Pelforth-Sauvage-Lejeune |      |

1951 · 1952 · 1953 · 1954 · 1955 · 1956 · 1957 · 1958 · 1959 · 1960 · 1961 · 1962 · 1963 · 1964 · 1965 · 1966 · 1967 · 1968 · 1969 · 1970 · 1971 · 1972 · 1973 · 1974 · 1975 · 1976 · 1977 · 1978 · 1979 · 1980 · 1981 · 1982 · 1983 · 1984 · 1985 · 1986 · 1987 · 1988 · 1989 · 1990 · 1991 · 1992 · 1993 · 1994 · 1995 · 1996 · 1997 · 1998 · 1999 · 2000 · 2001 · 2002 · 2003 · 2004 · 2005 · 2006 · 2007 · 2008 · 2009 · 2010 · 2011 · 2012 · 2013 · 2014 · 2015 · 2016 · 2017 · 2018 · 2019 · 2020 · 2021 · 2022